# رجینا ام.
رجینا ام. (به انگلیسی: Regina M.) یک کشتی است. این کشتی در سال ۱۹۰۰ ساخته شد.